# Národní referenční laboratoř
Národní referenční laboratoř  (zkratka NRL) je označení pro zařízení odborného charakteru spadající pod státem zřizované ústavy. Účelem takové laboratoře je prohlubování, koordinace a sjednocování laboratorní, diagnostické a jiné zkušební činnosti. Nadřízenou jednotkou může být nadnárodní referenční laboratoř (například ty zřizované Světovou zdravotnickou organizací), podřízenou jednotkou pak referenční laboratoř (například ty, které dostávají licence od Ústředního kontrolního a zkušebního ústavu zemědělského v České republice (ÚKZÚZ).
V České republice zřizují národní referenční laboratoře Státní zdravotní ústav a ÚKZÚZ. Laboratoře se zřizují pro jednotlivé vyšetřovací metody či oblasti zájmu (např. NRL pro virus SARS-CoV-2 způsobující onemocnění covid-19 je NRL pro chřipku při Státním zdravotním ústavu). Před rokem 1989 se laboratořím říkalo pouze referenční laboratoř. Vedle NRL existují při SZÚ ještě národní referenční centra a národní referenční pracoviště.